# Interhelpo

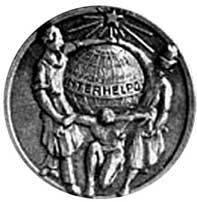
Símbolo da Interhelpo

Interhelpo foi uma cooperativa de trabalhadores industriais fundada em maio de 1923 em Žilina (hoje na Eslováquia) por esperantistas e idistas para ajudar a construir a Quirguízia Soviética.  De 1925 a 1932, partiram um total de 1078 pessoas (407 membros da cooperativa e 671 familiares) em quatro veículos.  A cooperativa foi registrada na Checoslováquia como "Interhelpo, uma cooperativa geral de produtos e consumo em Žilina" com o estatuto confirmado pelos órgãos estatais. Na estação de Žilina, ainda há uma placa comemorativa sobre a cooperativa.
Um dos participantes do Interhelpo foi o conhecido político da Primavera de Praga Alexander Dubček, (representante-chefe da ressurreição política em 1968, antes da invasão soviética) durante sua infância, quando se mudou para a cooperativa com seus pais.
A Interhelpo também foi o nome do idioma falado pelos cooperativistas.  Eles acreditavam que a língua de sua nova pátria seria o esperanto.  Mas mais adiante foi praticado um "esperanto espontâneo ", no qual havia além da base do esperanto também palavras das línguas das cooperativas (checo, eslovaco, alemão, húngaro, e russo) e algumas palavras quirguizes, uzbeques, russas, ucranianas, tajiques, russas e tártaras.
A cooperativa construiu uma série de empreendimentos "sobre uma pastagem verde".  Nas estepes do Quirguistão, as seguintes instalações foram construídas e operadas:
- 1925: usina elétrica
- 1927: fábrica têxtil
- 1928: fundição
- fábrica de móveis, entre outros

Já em 1925, a Interhelpo foi oficialmente proclamada como a melhor cooperativa da União Soviética.  Durante o ano de 1934, a cooperativa representava 20% de toda a produção industrial do Quirguistão.
A Interhelpo foi liquidada em 1943.  Os membros foram, paradoxalmente, perseguidos e executados como inimigos da União Soviética sob Stalin.
O nome "Interhelpo" também foi usado pelo esperantista checo Zdenko Krimsky (ex-secretário da Associação Esperantista Checa antes da revolução em 1989) para sua cooperativa, que durou até pelo menos 1991.